# Helge Nyncke
Helge Nyncke (* 1956 in Würzburg) ist ein deutscher Illustrator, hauptsächlich von Sach-, Kinder- und Jugendbüchern.

## Leben und Werk
Nyncke studierte an der Hochschule für Gestaltung in Offenbach. Er arbeitet vorwiegend freiberuflich und lebt in Mühlheim am Main. Bekanntheit erreichte Nyncke mit den Illustrationen zum Kinderbuch Wo bitte geht’s zu Gott? fragte das kleine Ferkel von Michael Schmidt-Salomon.

## Illustrationen (Auswahl)
- Keiner will’s gewesen sein. Baumhaus-Verlag, Zürich 1998
- Das Kosmos-Panoramabuch: Im Wald und Tiere in der Stadt. Kosmos, Stuttgart 2001/2002
- Von Saurieren und Urpferdchen. Patmos, Düsseldorf 2004
- Säbelzahntiger & Bambusbär. Patmos, Düsseldorf 2005
- Welches Tier fühlst du hier? (Bauernhoftiere und Tierkinder). Loewe, Bindlach 2005
- Wir entdecken die Natur. Ravensburger Buchverlag, Ravensburg 2005
- Vorsicht, Saurier! Brockhaus, Mannheim 2006
- Wo bitte geht’s zu Gott?, fragte das kleine Ferkel. Alibri Verlag, Aschaffenburg 2007
- Die Geschichte vom frechen Hund: Warum es klug ist, freundlich zu sein. Alibri Verlag, Aschaffenburg 2008
- Kommt ein Auto gefahren. Von Brummis und Superflitzern. Verlag: Carl Ueberreuter, Wien 1990. Illustrationen von Helge Nyncke. Ideen von Siegfried Aust.

## Auszeichnungen
- Für das Sachbuch Wir entdecken die Natur – Naturführer für Kinder wurde Nyncke 2007 mit dem Umweltpreis für Kinder- und Jugendliteratur  ausgezeichnet.